# El-Auriani
Gli El-Auriani sono un popolo alieno dell'universo di Star Trek.
Appaiono nella serie televisiva Star Trek - The Next Generation e nei film che la riguardano, in particolare nelle vesti di Guinan (interpretata da Whoopi Goldberg) e del dottor Tolian Soran (interpretato da Malcolm McDowell), ma fanno la loro comparsa (seppur solo come cameo) anche nella serie Star Trek: Deep Space Nine.

## Storia
Gli El-Auriani sono un popolo di "ascoltatori" caratterizzati da percezioni extrasensoriali mai del tutto chiarite nella serie, caratteristica che induce le persone in loro presenza ad aprirsi e a confidarsi; sono altresì caratterizzati da una longevità di gran lunga superiore a quella umana.
Grazie a questi poteri particolari sono anche in grado di captare variazioni nello spazio tempo; tali variazioni si manifestano provocando loro una nausea che gli El-Auriani chiamano af-kelt (nausea temporale).
La storia del loro popolo è sconvolta dall'incontro con la specie dei Borg, che causa una diaspora dei sopravvissuti all'assimilazione per tutto l'universo. Per qualche motivo ignoto i Q sembrano temere gli El-Auriani, con i quali hanno combattuto una "guerra fredda", terminata con una tregua. Inoltre gli El-Auriani hanno il potere di convocare i Q, i quali non possono sottrarsi alla chiamata.